# Bucconidae
Los bucónidos (Bucconidae) son una familia de aves neognatas del orden Galbuliformes, conocidas vulgarmente como bucos, bigotudos, bobos, chacurúes, monjas, monjillas y monjitas. Son aves tropicales que habitan desde México hasta América del Sur. La familia se incluía antes en el orden Piciformes.

## Características
Están emparentados con los jacamarás (familia Galbulidae), pero les falta el colorido iridiscente de esa familia. Son principalmente castaños, rojizos o grises, con la cabeza grande y el pico aplanado y ganchudo. El plumaje esponjoso y la cola corta les hacen parecer hinchados. Se alimentan al acecho de insectos y pequeños vertebrados.

## Historia natural
Como la mayoría de sus parientes, este grupo nidifica en cavidades, poniendo dos o tres huevos blancos y brillantes en un hueco en la tierra o en un termitero. Son muy confiados, permanecen casi inmóviles, hábitos crepusculares, silbidos finos.

## Especies
La familia Bucconidae incluye los siguientes géneros:
- Género Argicus sinónimo de Cyphos

Incluido en Bucco
- Género Bucco
  - Bucco macrodactylus, buco cabecirrojo
  - Bucco noanamae, buco de Noanamá
  - Bucco tamatia, buco moteado
  - Bucco capensis, buco musiú
- Género Chelidoptera
  - Chelidoptera tenebrosa, buco golondrina
- Género Hapaloptila
  - Hapaloptila castanea, buco cariblanco
- Género Hypnelus
  - Hypnelus ruficollis, buco bobito
  - Hypnelus bicintus, buco bicinto
- Género Malacoptila
  - Malacoptila striata, buco rayado
  - Malacoptila fusca, buco pechiblanco
  - Malacoptila semicincta, buco mediocollar
  - Malacoptila fulvogularis, buco listado
  - Malacoptila rufa, buco cuellirrojo
  - Malacoptila panamensis, buco barbón
  - Malacoptila mystacalis, buco bigotudo

- Género Micromonacha

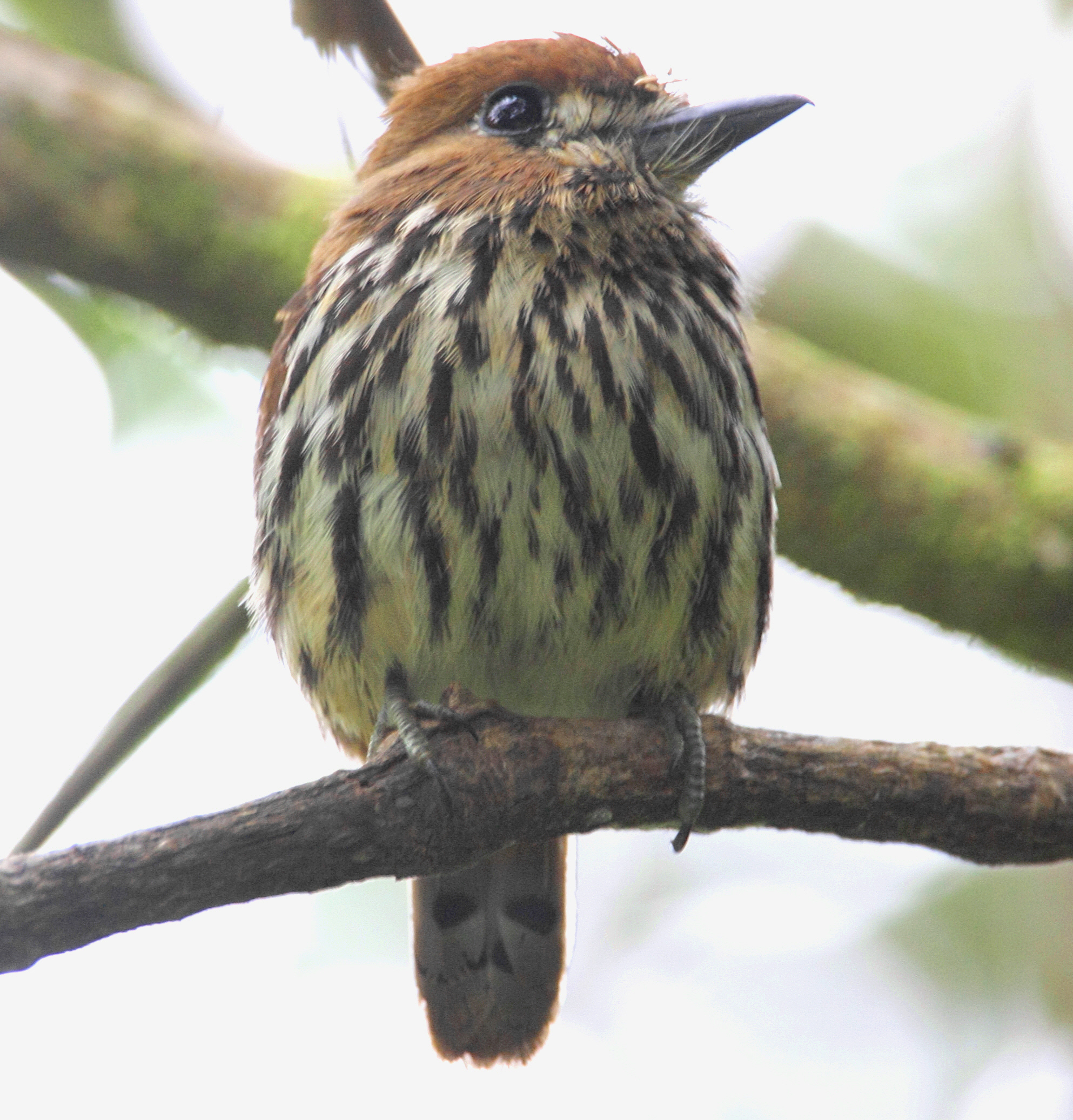
Monjilla lanceolada (Micromonacha lanceolata)

  - Micromonacha lanceolata, monjilla lanceolada
- Género Monasa
  - Monasa atra, monja negra
  - Monasa nigrifrons, monja unicolor
  - Monasa morphoeus, monja frentiblanca
  - Monasa flavirostris, monja piquigualda
- Género Nonnula
  - Nonnula rubecula, chacurú chico, monjilla macurú
  - Nonnula sclateri, monjilla de Sclater
  - Nonnula brunnea, monjilla canela
  - Nonnula frontalis, monjilla carigrís
  - Nonnula ruficapilla, monjilla coronada
  - Nonnula amaurocephala, monjilla cabeciparda
- Género Notharchus
  - Notharchus macrorhynchos, chacurú grande, buco picogordo
  - Notharchus swainsoni, buco de Swainson
  - Notharchus pectoralis, buco pechinegro
  - Notharchus ordii, buco pechipardo
  - Notharchus tectus, buco pío
- Género Nystactes

Incluido en Bucco.
- Género Nystalus
  - Nystalus radiatus, buco barrado
  - Nystalus chacuru, chacurú cara negra, buco chacurú
  - Nystalus striolatus, buco estriado
  - Nystalus maculatus, durmilí, buco durmilí